# Chwała tobie, Gospodynie
Pieśń o św. Stanisławie [inc. Chwała tobie, Gospodynie] – średniowieczna legenda hagiograficzna, napisana w formie pieśni. Z okresu średniowiecza zachowane zostały tylko trzy pierwsze strofy utworu, dalsza jego część znana jest dopiero z XVII-wiecznego wydania drukowanego, zawartego w zbiorze Pieśni postne starożytne. Pieśń opowiada o dziejach świętego Stanisława aż do jego męczeńskiej śmierci i kanonizacji. 

## Zarys treści
Pierwsze trzy, zachowane z XV wieku, strofy zawierają apostrofę do Boga oraz wezwanie do ojczyzny, mającej radować się z patronatu znamienitego świętego. Strofa trzecia opowiada o młodości bohatera. Dalsza część utworu, znana z XVII wiecznego druku, opowiada o losach Stanisława ze Szczepanowa – dzięki świątobliwemu życiu został on wybrany biskupem krakowskim. Już w czasie pełnienia tej funkcji, Stanisław został oskarżony o bezprawne zagarnięcie wsi zmarłego Piotra z Piotrawina. Broniąc się przed tymi zarzutami, biskup wskrzesił umarłego, aby ten mógł zaświadczyć o jego niewinności. Tymczasem narastał konflikt biskupa z królem Bolesławem Szczodrym. Stanisław miał za złe władcy, że ten dręczył lud, był okrutny i bezlitosny. Zdenerwowany napomnieniami biskupa, Bolesław za namową złego ducha zabił Stanisława i rozczłonkował jego ciało tak, aby mogło służyć za pokarm dla zwierząt. Bóg zesłał jednak cztery orły, mające strzec ciało biskupa. Ryba, która zjadła jeden z palców Stanisława, została oświetlona boskim światłem tak, aby rybacy mogli ją wyłowić i odzyskać utracony fragment ciała biskupa. Następnie poćwiartowane zwłoki biskupa zrosły się w cudowny sposób. Stanisław został kanonizowany przez papieża Innocentego IV. Utwór kończy się wezwaniem do świętego, ażeby bronił Polski przed poganami i wiernych przed grzechem. 

## Dzieje tekstu

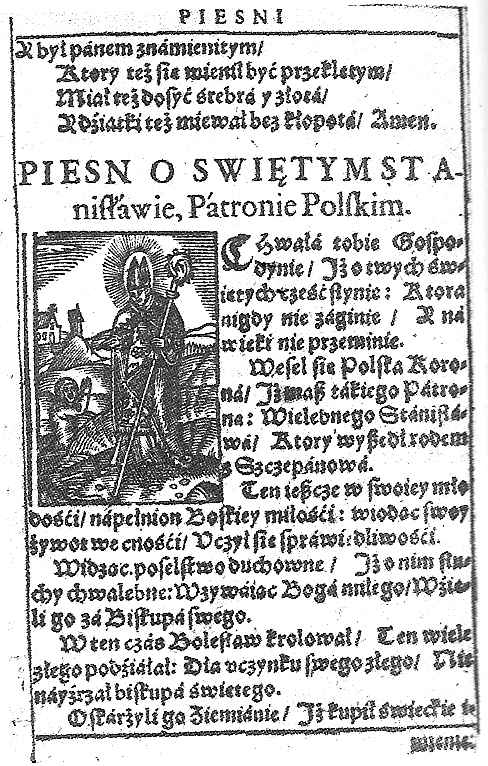
Pierwodruk z XVII wieku

### Przekaz średniowieczny
Pierwsze trzy zwrotki utworu i jego zapis nutowy, zachowały się w rękopisie Biblioteki Kórnickiej znanym jako Kodeks Działyńskich I (sygn. 801, k. 114 verso), liczącym 372 karty. Rękopis zawierał (oprócz legendy o świętym) także inne teksty polskie i łacińskie, spisane przez różnych kopistów. Całość pochodziła z lat 1425–1488, a oprawiona została w 1487 roku. Po oprawie manuskrypt był prawdopodobnie przechowywany w klasztorze benedyktynów na Łysej Górze. 
Trzy pierwsze strofy Pieśni o świętym Stanisławie zostały zapisane na karcie 114v i nie posiadały tytułu. Pod strofami kopista umieścił zwrot ultra non habeo ("dalszego ciągu nie mam"), skryptor albo zapomniał więc dalszych strof, albo nie mógł znaleźć ich w źródle, z którego kopiował utwór. Pieśń nie mogła zostać spisana przed 1452 rokiem – tak datowany jest papier składki, na której zapisano Pieśń o świętym Stanisławie, dwie karty wcześniej inny skryptor umieścił datę 5 marca 1452. Pod pieśnią, na karcie 115, znajduje się natomiast adnotacja napisana przez tego samego kopistę, który spisał legendę o świętym. Adnotacja ta zawiera tytuł pieśni o Janie Kapistranie – Nota cantionis de illo digno viro Capistrano diue memoriae. Informacja o Janie Kapistranie mogłaby wskazywać, że pieśń została zapisana w roku 1456 w środowisku benedyktyńskim.
Sam zapis nie wskazuje jednak na datę powstania pieśni – mogła ona być znacznie wcześniejsza (nawet z pierwszej połowy XV wieku) i znana w obiegu ustnym.

### Przekaz XVII-wieczny
Kolejne 20 strof znanych jest dopiero z XVII wiecznego wydania drukowanego, zawartego w zbiorze Pieśni postne starożytne (przechowywanego w Bibliotece Kórnickiej, sygn. 12.377). W wydaniu tym pierwsze trzy strofy różnią się nieznacznie od wydania XV-wiecznego. 

## Warstwa muzyczna

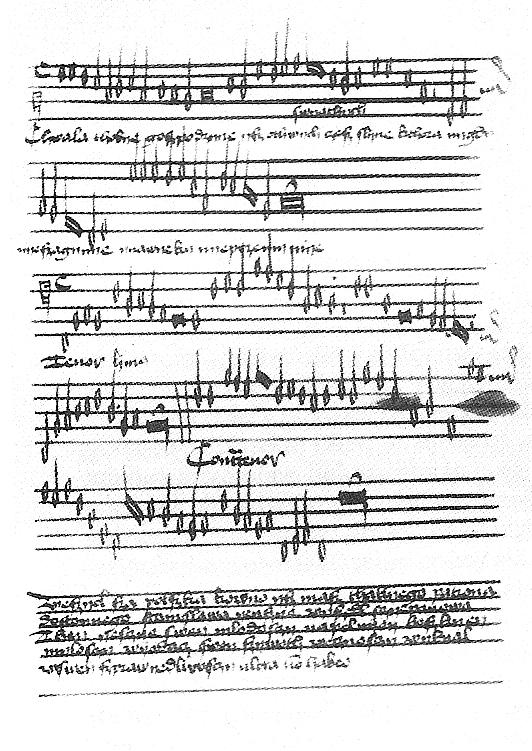
Notacja muzyczna początku pieśni

Zapis XV-wieczny zawierał zapis nutowy melodii utworu. Była to kompozycja trójgłosowa, stanowiąca najprawdopodobniej adaptację prostszej, jednogłosowej melodii, używanej pierwotnie do śpiewania Pieśni o św. Stanisławie, używanej powszechnie w obiegu ustnym. Wykonywać ją mogli zarówno wierni udający się do miejsc kultu związanych z biskupem jak również dziadowie kościelni czy dworscy jokulatorowie.